# Корабли (телесериал)
«Корабли» (англ. The Great Ships) — американский научно-популярный телесериал, повествующий об истории создания различных кораблей, как мирных, так и военных. В рамках сериала компанией Perpetual Motion Films было снято 35 серий длительностью по 45 минут, которые выходили на телеканале History Channel в 1996—1998 годах.

## Сюжет
В течение многих столетий большие суда воплощали приключения и являлись ключом к богатству, известности, власти и мировой державе. В фильме рассказывается о истории судостроения, о проблемах проектирования кораблей и их строительства. Особое место в фильме занимает история некоторых величественных кораблей и их создателей.
Затем режиссёр переключается на военные корабли. Из фильма можно узнать, когда появились первые подводные лодки, что они представляли ранее и как выглядят современные образцы сейчас, чем различаются подводные лодки разных стран. Фокусируясь на подобных вопросах, создатели фильма рассказывают зрителю также о десантных кораблях и эсминцах.